# Nicolae Lupescu
Nicolae Lupescu (Bucarest, 17 dicembre 1940 – Bucarest, 6 settembre 2017) è stato un calciatore rumeno, di ruolo difensore..
Era il padre di Ioan Lupescu, a sua volta nazionale della Romania.

## Carriera

### Club
Svolse gran parte della sua carriera nel Rapid Bucarest, squadra in cui militò per dieci stagioni, concludendo poi la propria carriera in Austria, con 5 stagioni nell'Admira/Wacker.

### Nazionale
In Nazionale ha collezionato 21 presenze con 2 reti, partecipando ai Mondiali 1970 di Città del Messico.

## Palmarès

### Club

#### Competizioni nazionali
- Campionato rumeno: 1

Rapid Bucarest: 1966-1967
- Coppa di Romania: 1

Rapid Bucarest: 1971-1972

#### Competizioni internazionali
- Coppa dei Balcani: 2

Rapid Bucarest: 1963-1964, 1965-1966